# Chiesa dell'Immacolata di Nazareth
La chiesa dell'Immacolata di Nazareth è una delle chiese monumentali di Napoli; è sita in via dell'Eremo 26. 

## Storia
La struttura fa parte del piccolo borgo di Nazareth, situato nella zona dei Camaldoli. Ha origini molto antiche, (fu costruita nel 1200): è appartenuta a varie famiglie nobiliari, proprietarie dei terreni in questione.
Fu elevata a parrocchia nel 1958.
Al suo interno, possiede delle rilevanti tracce gotiche del 1300 circa e un rilievo marmoreo raggifurante la Madonna col bambino, dello stesso periodo. La chiesa è provvista anche di una terrazza panoramica.